# Fussballclub Sankt Gallen 1879 2017-2018
Questa voce raccoglie le informazioni riguardanti il Fussballclub Sankt Gallen 1879 nelle competizioni ufficiali della stagione 2017-2018.

## Stagione
Nella stagione 2017-2018 il San Gallo, allenato da Giorgio Contini e Boro Kuzmanović, concluse il campionato di Super League al 5º posto. In Coppa Svizzera il San Gallo fu eliminato ai quarti di finale dallo Young Boys.

## Rosa
| N. |                     | Ruolo | Calciatore             |
| -- | ------------------- | ----- | ---------------------- |
| 1  | Svizzera (bandiera) | P     | Daniel Lopar           |
| 2  | Svizzera (bandiera) | D     | Philippe Koch          |
| 3  | Tunisia (bandiera)  | D     | Karim Haggui           |
| 5  | Gabon (bandiera)    | D     | Yrondu Musavu-King     |
| 6  | Svizzera (bandiera) | D     | Alain Wiss             |
| 7  | Croazia (bandiera)  | C     | Stjepan Kukuruzović    |
| 8  | Islanda (bandiera)  | C     | Rúnar Már Sigurjónsson |
| 9  | Svizzera (bandiera) | A     | Roman Buess            |
| 10 | Svizzera (bandiera) | C     | Tranquillo Barnetta    |
| 11 | Francia (bandiera)  | A     | Yannis Tafer           |
| 13 | Svizzera (bandiera) | A     | Cedric Itten           |
| 16 | Svizzera (bandiera) | D     | Andreas Wittwer        |
| 20 | Svizzera (bandiera) | A     | Noah Blasucci          |
| 21 | Svizzera (bandiera) | D     | Miro Muheim            |
| 22 | Svizzera (bandiera) | C     | Marco Aratore          |
| 23 | Serbia (bandiera)   | A     | Danijel Aleksić        |

| N. |                         | Ruolo | Calciatore           |
| -- | ----------------------- | ----- | -------------------- |
| 24 | Svizzera (bandiera)     | D     | Adonis Ajeti         |
| 25 | Svizzera (bandiera)     | A     | Nassim Ben Khalifa   |
| 26 | Austria (bandiera)      | C     | Peter Tschernegg     |
| 28 | RD del Congo (bandiera) | C     | Nzuzi Toko           |
| 29 | Svizzera (bandiera)     | C     | Alessandro Kräuchi   |
| 30 | Svizzera (bandiera)     | P     | Nico Krucker         |
| 32 | Austria (bandiera)      | P     | Dejan Stojanović     |
| 36 | Svizzera (bandiera)     | D     | Silvan Hefti         |
| 50 | Svizzera (bandiera)     | D     | Nicholas Lüchinger   |
| 53 | Svizzera (bandiera)     | D     | Silvan Gönitzer      |
| 54 | Svizzera (bandiera)     | C     | Dennis Vanin         |
| 55 | Svizzera (bandiera)     | C     | Tim Staubli          |
| 56 | Svizzera (bandiera)     | D     | Jasper van der Werff |
| 57 | Svizzera (bandiera)     | P     | Stefan Lapcevic      |
| 58 | Svizzera (bandiera)     | D     | Cédric Gasser        |

## Organigramma societario
Area tecnica
- Allenatore: Boro Kuzmanović
- Allenatore in seconda: Markus Hoffmann
- Preparatore dei portieri: Stefano Razzetti
- Preparatori atletici: Sebastian Boxleitner, Simon Storm, Manuel Fässler

## Calciomercato

### Sessione estiva
| Acquisti | Acquisti            | Acquisti      | Acquisti |
| R.       | Nome                | da            | Modalità |
| -------- | ------------------- | ------------- | -------- |
| D        | Nicholas Lüchinger  | Sion          |          |
| D        | Yrondu Musavu-King  | Udinese       |          |
| C        | Peter Tschernegg    | Wolfsberger   |          |
| D        | Adonis Ajeti        | Wil           |          |
| A        | Nassim Ben Khalifa  | Losanna       |          |
| D        | Silvan Gönitzer     | San Gallo II  |          |
| D        | Philippe Koch       | Novara        |          |
| P        | Nico Krucker        | San Gallo U18 |          |
| C        | Stjepan Kukuruzović | Vaduz         |          |
| C        | Gjelbrim Tahipi     | Sciaffusa     |          |

| Cessioni | Cessioni         | Cessioni        | Cessioni |
| R.       | Nome             | a               | Modalità |
| -------- | ---------------- | --------------- | -------- |
| A        | Albian Ajeti     | Basilea         |          |
| D        | Kofi Schulz      | Winterthur      |          |
| D        | Martin Angha     | Sion            |          |
| A        | Lucas Cueto      | Preußen Münster |          |
| C        | Gianluca Gaudino | Chievo          |          |
| D        | Roy Gelmi        | Thun            |          |
| C        | Mohamed Gouaida  | Amburgo         |          |

### Sessione invernale
| Acquisti | Acquisti               | Acquisti     | Acquisti |
| R.       | Nome                   | da           | Modalità |
| -------- | ---------------------- | ------------ | -------- |
| D        | Cédric Gasser          | San Gallo II |          |
| D        | Jasper van der Werff   | San Gallo II |          |
| C        | Dennis Vanin           | San Gallo II |          |
| D        | Miro Muheim            | Chelsea U23  |          |
| A        | Cedric Itten           | Basilea      |          |
| C        | Rúnar Már Sigurjónsson | Grasshoppers |          |

| Cessioni | Cessioni           | Cessioni     | Cessioni |
| R.       | Nome               | a            | Modalità |
| -------- | ------------------ | ------------ | -------- |
| A        | Boris Babić        | Vaduz        |          |
| C        | Alessandro Kräuchi | Wil          |          |
| C        | Gjelbrim Tahipi    | Grasshoppers |          |

## Risultati

### Super League

#### Prima fase, girone di andata
| Arbitro: | Hänni |

|                                   |           |                                   |
| Campo 7’ Geissmann 57’ Zárate 62’ | Marcatori | 28’ Buess 33’ Aratore 52’ Aleksić |

| Arbitro: | Amhof |

|  |           |           |
|  | Marcatori | 83’ Ajeti |

| Arbitro: | Klossner |

|                       |           |  |
| Aratore 76’ Ajeti 86’ | Marcatori |  |

| Arbitro: | San |

|  |           |                          |
|  | Marcatori | 41’ Schmid 87’ Rodríguez |

| Arbitro: | Schnyder |

|                        |           |  |
| Andersen 55’ Munsy 79’ | Marcatori |  |

| Arbitro: | Schärer |

|                  |           |                    |
| Aratore 37’, 46’ | Marcatori | 25’ Nsame 90’ Nuhu |

| Arbitro: | Jaccottet |

|          |           |             |
| Koné 19’ | Marcatori | 51’ Aleksić |

| Arbitro: | Klossner |

|                         |           |           |
| Aratore 15’ Aleksić 25’ | Marcatori | 89’ Zuffi |

| Arbitro: | Erlachner |

|                               |           |  |
| Ajeti 19’ Tafer 46’ Buess 55’ | Marcatori |  |

#### Prima fase, girone di ritorno
| Arbitro: | San |

|                                                           |           |                    |
| Assalé 3’, 55’ Mbabu 47’ Nsame 61’ Nuhu 71’ Fassnacht 76’ | Marcatori | 53’ (rig.) Aleksić |

| Arbitro: | Hänni |

|                   |           |                         |
| Adryan 77’ (rig.) | Marcatori | 33’ Aratore 57’ Khalifa |

| Arbitro: | Schnyder |

|  |           |                                              |
|  | Marcatori | 18’ Marín 38’ Geissmann 55’ Campo 59’ Tejeda |

| Arbitro: | Bieri |

|                                   |           |             |
| Aleksić 6’ Buess 85’ Barnetta 90’ | Marcatori | 43’ Jeffrén |

| Arbitro: | Klossner |

|                                     |           |  |
| Rodríguez 2’ Demhasaj 51’ Jurić 54’ | Marcatori |  |

| Arbitro: | San |

|  |           |                             |
|  | Marcatori | 72’ Sabbatini 84’ Carlinhos |

| Arbitro: | Schärer |

|               |           |                    |
| Spielmann 36’ | Marcatori | 21’ Wiss 49’ Buess |

| Arbitro: | Bieri |

|           |           |                                   |
| Buess 45’ | Marcatori | 7’ Pálsson 12’ Winter 82’ Dwamena |

| Arbitro: | San |

|                           |           |  |
| Ajeti 26’, 65’ Akanji 72’ | Marcatori |  |

#### Seconda fase, girone di andata
| Arbitro: | Fähndrich |

|                                      |           |                      |
| Aleksić 35’ Tschernegg 45’ Buess 64’ | Marcatori | 75’ Adryan 87’ Pinga |

| Arbitro: | San |

|                          |           |  |
| Hoarau 28’ Sulejmani 47’ | Marcatori |  |

| Arbitro: | Jaccottet |

|             |           |                        |
| Aratore 43’ | Marcatori | 66’ Rohner 77’ Dwamena |

| Arbitro: | Brisard |

|  |           |                |
|  | Marcatori | 52’, 86’ Itten |

| Arbitro: | Tschudi |

|                                            |           |  |
| Kukuruzović 39’ Sigurjónsson 63’ Itten 88’ | Marcatori |  |

| Arbitro: | San |

|               |           |                              |
| Spielmann 10’ | Marcatori | 32’ Khalifa 77’ Sigurjónsson |

| Arbitro: | Schnyder |

|            |           |                                               |
| Pasche 69’ | Marcatori | 6’ Itten 34’ Khalifa 59’ Wiss 77’ Kukuruzović |

| Arbitro: | Jaccottet |

|                              |           |            |
| Sigurjónsson 48’ Khalifa 82’ | Marcatori | 51’ Rhyner |

| Arbitro: | Tschudi |

|                                           |           |          |
| Jurić 21’ (rig.) Schneuwly 29’ Vargas 41’ | Marcatori | 90’ Toko |

#### Seconda fase, girone di ritorno
| Arbitro: | Erlachner |

|                          |           |                                                |
| Tschernegg 33’ Buess 42’ | Marcatori | 12’ Benito 45’ Sulejmani 49’ Hoarau 54’ Sanogo |

| Arbitro: | San |

|                    |           |                             |
| Jeffrén 74’ (rig.) | Marcatori | 83’ Musavu-King 90’ Khalifa |

| Arbitro: | Hänni |

|                                                     |           |  |
| Winter 20’ Rodríguez 30’ Dwamena 34’ Marchesano 77’ | Marcatori |  |

| Arbitro: | Fähndrich |

|  |           |           |
|  | Marcatori | 88’ Gelmi |

| Arbitro: | Jaccottet |

|                             |           |             |
| Sabbatini 18’ Carlinhos 86’ | Marcatori | 90’ Aratore |

| Arbitro: | San |

|                           |           |                                          |
| Buess 8’ Sigurjónsson 61’ | Marcatori | 43’, 57’ Elyounoussi 70’ Campo 87’ Ajeti |

| Arbitro: | Klossner |

|                              |           |                             |
| Sigurjónsson 17’ (rig.), 63’ | Marcatori | 37’, 60’ Schürpf 88’ Schulz |

| Arbitro: | Schnyder |

|                                          |           |                       |
| Kasami 19’ Wittwer 36’ (aut.) Succar 58’ | Marcatori | 30’ Aleksić 90’ Itten |

| Arbitro: | Jaccottet |

|  |           |                                    |
|  | Marcatori | 34’ (rig.), 42’ Kololli 39’ Cabral |

### Coppa Svizzera
| Arbitro: | Hänni |

|                                   |           |                                                                                          |
| Schär 27’ Milosevic 90’ Weber 90’ | Marcatori | 14’ Wittwer 15’, 86’, 90’ Buess 29’ Aratore 40’ (rig.) Tafer 53’ Babić 55’ (rig.) Tahipi |

| Arbitro: | Dudic |

|                                        |                      |                                   |
| Sanchez 49’                            | Marcatori            | 14’ Aleksić                       |
| Feldmann Hren Šabanović Caravà Brezina | Tiri di rigore 3 – 4 | Tafer Buess Aratore Aleksić Ajeti |

| Arbitro: | Tschudi |

|               |           |                               |
| Stadelmann 7’ | Marcatori | 46’ Barnetta 77’ (aut.) Faría |

| Arbitro: | Klossner |

|                 |           |            |
| Assalé 12’, 63’ | Marcatori | 87’ Haggui |

## Statistiche

### Statistiche di squadra
| Competizione   | Punti | In casa | In casa | In casa | In casa | In casa | In casa | In trasferta | In trasferta | In trasferta | In trasferta | In trasferta | In trasferta | Totale | Totale | Totale | Totale | Totale | Totale | DR  |
| Competizione   | Punti | G       | V       | N       | P       | Gf      | Gs      | G            | V            | N            | P            | Gf           | Gs           | G      | V      | N      | P      | Gf     | Gs     | DR  |
| -------------- | ----- | ------- | ------- | ------- | ------- | ------- | ------- | ------------ | ------------ | ------------ | ------------ | ------------ | ------------ | ------ | ------ | ------ | ------ | ------ | ------ | --- |
| Super League   | 45    | 18      | 7       | 1       | 10      | 28      | 35      | 18           | 7            | 2            | 9            | 24           | 37           | 36     | 14     | 3      | 19     | 52     | 72     | -20 |
| Coppa Svizzera | -     | 0       | 0       | 0       | 0       | 0       | 0       | 4            | 2            | 1            | 1            | 12           | 7            | 4      | 2      | 1      | 1      | 12     | 7      | +5  |
| Totale         | 45    | 18      | 7       | 1       | 10      | 28      | 35      | 22           | 9            | 3            | 10           | 36           | 44           | 40     | 16     | 4      | 20     | 64     | 79     | -15 |

### Andamento in campionato
| Giornata  | 1 | 2 | 3 | 4 | 5 | 6 | 7 | 8 | 9 | 10 | 11 | 12 | 13 | 14 | 15 | 16 | 17 | 18 | 19 | 20 | 21 | 22 | 23 | 24 | 25 | 26 | 27 | 28 | 29 | 30 | 31 | 32 | 33 | 34 | 35 | 36 |
| --------- | - | - | - | - | - | - | - | - | - | -- | -- | -- | -- | -- | -- | -- | -- | -- | -- | -- | -- | -- | -- | -- | -- | -- | -- | -- | -- | -- | -- | -- | -- | -- | -- | -- |
| Luogo     | T | T | C | C | T | C | T | C | C | T  | T  | C  | C  | T  | C  | T  | C  | T  | C  | T  | C  | T  | C  | T  | T  | C  | T  | C  | T  | T  | C  | T  | C  | C  | T  | C  |
| Risultato | N | V | V | P | P | N | N | V | V | P  | V  | P  | V  | P  | P  | V  | P  | P  | V  | P  | P  | V  | V  | V  | V  | V  | P  | P  | V  | P  | P  | P  | P  | P  | P  | P  |
| Posizione | 5 | 4 | 2 | 4 | 5 | 6 | 5 | 3 | 2 | 4  | 4  | 4  | 4  | 4  | 5  | 4  | 4  | 5  | 4  | 5  | 6  | 5  | 3  | 3  | 3  | 3  | 3  | 3  | 3  | 3  | 4  | 4  | 4  | 5  | 5  | 5  |

Legenda:

Luogo: C = Casa; T = Trasferta. Risultato: V = Vittoria; N = Pareggio; P = Sconfitta.

### Statistiche dei giocatori
| Giocatore        | Super League | Super League | Super League | Super League | Coppa Svizzera | Coppa Svizzera | Coppa Svizzera | Coppa Svizzera | Totale   | Totale | Totale      | Totale     |
| Giocatore        | Presenze     | Reti         | Ammonizioni  | Espulsioni   | Presenze       | Reti           | Ammonizioni    | Espulsioni     | Presenze | Reti   | Ammonizioni | Espulsioni |
| ---------------- | ------------ | ------------ | ------------ | ------------ | -------------- | -------------- | -------------- | -------------- | -------- | ------ | ----------- | ---------- |
| A. Ajeti         | 0            | 0            | 0            | 0            | 0              | 0              | 0              | 0              | 0        | 0      | 0           | 0          |
| A. Ajeti         | 7            | 3            | 1            | 0            | 1              | 0              | 1              | 0              | 8        | 3      | 2           | 0          |
| D. Aleksić       | 28           | 7            | 5            | 0            | 3              | 1              | 1              | 0              | 31       | 8      | 6           | 0          |
| M. Angha         | 0            | 0            | 0            | 0            | 0              | 0              | 0              | 0              | 0        | 0      | 0           | 0          |
| M. Aratore       | 36           | 8            | 3            | 0            | 4              | 1              | 0              | 0              | 40       | 9      | 3           | 0          |
| B. Babić         | 7            | 0            | 0            | 0            | 3              | 1              | 0              | 0              | 10       | 1      | 0           | 0          |
| T. Barnetta      | 19           | 1            | 5            | 0            | 2              | 1              | 0              | 0              | 21       | 2      | 5           | 0          |
| N. Blasucci      | 0            | 0            | 0            | 0            | 0              | 0              | 0              | 0              | 0        | 0      | 0           | 0          |
| R. Buess         | 32           | 8            | 4            | 0            | 4              | 3              | 0              | 0              | 36       | 11     | 4           | 0          |
| C. Gasser        | 7            | 0            | 0            | 0            | 0              | 0              | 0              | 0              | 7        | 0      | 0           | 0          |
| S. Gönitzer      | 9            | 0            | 1            | 0            | 2              | 0              | 0              | 0              | 11       | 0      | 1           | 0          |
| K. Haggui        | 20           | 0            | 2            | 0            | 2              | 1              | 1              | 0              | 22       | 1      | 3           | 0          |
| S. Hefti         | 30           | 0            | 5            | 1            | 4              | 0              | 0              | 0              | 34       | 0      | 5           | 1          |
| C. Itten         | 16           | 5            | 2            | 0            | 0              | 0              | 0              | 0              | 16       | 5      | 2           | 0          |
| N. Khalifa       | 24           | 5            | 6            | 0            | 2              | 0              | 0              | 0              | 26       | 5      | 6           | 0          |
| P. Koch          | 14           | 0            | 1            | 0            | 3              | 0              | 0              | 0              | 17       | 0      | 1           | 0          |
| N. Krucker       | 0            | 0            | 0            | 0            | 0              | 0              | 0              | 0              | 0        | 0      | 0           | 0          |
| A. Kräuchi       | 0            | 0            | 0            | 0            | 1              | 0              | 0              | 0              | 1        | 0      | 0           | 0          |
| S. Kukuruzović   | 29           | 2            | 4            | 0            | 3              | 0              | 0              | 1              | 32       | 2      | 4           | 1          |
| S. Lapcevic      | 0            | 0            | 0            | 0            | 0              | 0              | 0              | 0              | 0        | 0      | 0           | 0          |
| D. Lopar         | 24           | 0            | 1            | 0            | 0              | 0              | 0              | 0              | 24       | 0      | 1           | 0          |
| N. Lüchinger     | 12           | 0            | 6            | 0            | 3              | 0              | 1              | 0              | 15       | 0      | 7           | 0          |
| M. Muheim        | 1            | 0            | 0            | 0            | 0              | 0              | 0              | 0              | 1        | 0      | 0           | 0          |
| Y. Musavu-King   | 15           | 1            | 0            | 0            | 2              | 0              | 1              | 0              | 17       | 1      | 1           | 0          |
| K. Schulz        | 0            | 0            | 0            | 0            | 0              | 0              | 0              | 0              | 0        | 0      | 0           | 0          |
| R. Sigurjónsson  | 15           | 6            | 4            | 0            | 0              | 0              | 0              | 0              | 15       | 6      | 4           | 0          |
| T. Staubli       | 0            | 0            | 0            | 0            | 0              | 0              | 0              | 0              | 0        | 0      | 0           | 0          |
| D. Stojanović    | 13           | 0            | 0            | 0            | 4              | 0              | 0              | 0              | 17       | 0      | 0           | 0          |
| Y. Tafer         | 20           | 1            | 0            | 0            | 3              | 1              | 0              | 0              | 23       | 2      | 0           | 0          |
| G. Tahipi        | 14           | 0            | 2            | 1            | 2              | 1              | 0              | 0              | 16       | 1      | 2           | 1          |
| N. Toko          | 18           | 1            | 4            | 0            | 1              | 0              | 0              | 0              | 19       | 1      | 4           | 0          |
| P. Tschernegg    | 24           | 2            | 4            | 0            | 3              | 0              | 0              | 0              | 27       | 2      | 4           | 0          |
| D. Vanin         | 1            | 0            | 0            | 0            | 0              | 0              | 0              | 0              | 1        | 0      | 0           | 0          |
| A. Wiss          | 27           | 2            | 8            | 0            | 1              | 0              | 1              | 0              | 28       | 2      | 9           | 0          |
| A. Wittwer       | 31           | 0            | 4            | 0            | 3              | 1              | 0              | 0              | 34       | 1      | 4           | 0          |
| J. van der Werff | 9            | 0            | 2            | 0            | 0              | 0              | 0              | 0              | 9        | 0      | 2           | 0          |